# Doamna Dalloway (film)
Doamna Dalloway (Mrs Dalloway) este un film regizat de Marleen Gorris și a apărut în 1998.
Filmul este o adaptare de Eileen Atkins după romanul Doamna Dalloway de Virginia Woolf. În film se urmărește o parte din viața Clarissei Dalloway, și momentele în care ea ia deciziile cele mai importante din viața ei. Un alt fir epic urmărește câteva zile din viața unui veteran al primului război mondial care a rămas cu trauma vederii morții unui bun prieten într-o explozie.
Povestea are o tentă feministă, Clarissa simțindu-se neîmplinită în rolul său de soție de politician englez, ea petrecându-și timpul acasă. Organizatul petrecerilor este cel mai mare cadou pe care ea îl face lumii, la petrecerile ei lumea zâmbește și este veselă.

## Subiect
Pe parcursul unei zile în care Clarissa Dalloway face ultimele pregătiri pentru o petrecere, ea își amintește momente importante din viața ei.
Tânără fiind, Clarissa are de ales între a se căsători cu Richard Dalloway, un tânăr cu perspective în carieră, și a rămâne cu Peter Walsh, un tânar cu idei moderne, nepotrivite Angliei dintre cele două războaie mondiale. Este alegerea între un drum sigur și unul plin de riscuri, iar până la urmă Clarissa se căsătorește cu Richard, care-i va oferi o viață stabilă.
Peter Walsh, pleacă în India după vara în care Clarissa îi refuză cererea în căsătorie, iar în prezent iubește o femeie căsătorită din India și se teme că și-a irosit viața. Prezent și el la petrecerea Clarissei, Peter pare în continuare atras de Clarissa și dornic de a reîncepe relația amoroasă.

## Distribuție
- Vanessa Redgrave : Clarissa Dalloway
- Natascha McElhone : Clarissa tânără
- Michael Kitchen : Peter Walsh
- Alan Cox : Peter tânăr
- John Standing : Richard Dalloway